# 上内彦策
上内 彦策（かみうち ひこさく、1890年〈明治23年〉3月15日 - 1962年（昭和37年）1月14日）は、朝鮮総督府官僚。実業家。弁護士。

## 経歴
大分県宇佐郡明治村（現宇佐市）出身。実兄上内恒三郎の養子となる。1915年（大正4年）に高等文官試験に合格し、翌年に東京帝国大学法科大学独法科を卒業した。久原鉱業に勤務したが、辞して1919年（大正8年）に朝鮮総督府試補となった。道事務官、専売局副事務官、同事務官、大邱府尹、忠清北道警察部長、全羅南道警察部長、警務局図書課長、内務局社会課長、京畿道警察部長、全羅北道内務部長、警務局警務課長、同保安課長、平安南道知事を歴任した。
1938年（昭和13年）に退官した後は、東洋拓殖株式会社理事、朝鮮鉱業振興株式会社監事、満州拓殖公社監事、朝鮮製鉄株式会社副社長、満州鴨緑江水力発電株式会社理事、西鮮合同電気株式会社取締役、朝鮮電力株式会社取締役、朝鮮電気冶金株式会社取締役、朝鮮有煙炭株式会社常務取締役、朝鮮鴨緑江水力発電株式会社取締役、江界水力電気株式会社取締役、朝鮮石油株式会社取締役、南鮮水力株式会社取締役、南鮮畜産株式会社取締役、朝鮮無煙炭株式会社監査役、朝鮮理研護謨工業株式会社監査役、朝鮮鉄道株式会社監査役、朝鮮送電株式会社監査役、富寧水力電気株式会社監査役、朝鮮米穀倉庫株式会社監査役などを務めた。
戦後は郷里の大分市で弁護士を開業するが、間もなく結核に侵され数年の闘病生活に入った。